# Кунанбаев, Какитай Ыскакулы
Какитай Ыскакулы Кунанбаев (1868, Абайский район Семипалатинской области — 1915, там же) — сын младшего брата Абая Ыскака, издатель сочинений Абая Кунанбаева. С 8 лет обучался грамоте у аулного муллы. Абай воспитывал его вместе со своим сыном Магауйей, помог ему получить образование в Семипалатинске. Какитай владел арабским, турецким, русским языками. Много труда вложил в популяризацию наследия Абая. В 1909 году Какитай в Санкт-Петербурге в типографии Ильяса Бораганского выпустил под руководством А.Бокейханова первый сборник избранных стихов великого казахского поэта Абая, в котором впервые была опубликованы написанная Какитаем биография Абая под названием «Жизнь Абая Ибрагима Кунанбайулы». В статье дан литературоведческий анализ сочинений поэта, включенных в сборник. М. О. Ауэзов высоко оценивал роль Какитай в пропаганде творчества Абая.
Сын: Архам Какитайулы Искаков (1885-1962)
Внуки:Халит,Сабит,Шагатай,Закен,Еркин, Азат.
Правнуки:Ильяс,Женыс,Казбек,Нурлан,Төлеген,Асылжан,Серикжан,Кобеген,Алишер,Бауыржан.
Праправнуки:Болат,Руслан,Даниял, Азамат,Ардак,Адильжан,Закен,Дархан.
Прапраправнуки:Бахит,Амир,Муслим.